# لیل تریسی
جز اشمایل باتلر (به انگلیسی: Jazz Ishmael Butler؛ زادهٔ ۳ نوامبر ۱۹۹۵) که به‌طور حرفه‌ای با نام لیل تریسی (به انگلیسی: Lil Tracy) شناخته می‌شود، رپر و خواننده-ترانه‌پرداز آمریکایی می‌باشد. وی در آغاز حرفه خود با نام یانگ براح (به انگلیسی: Yung Bruh) نیز شناخته می‌شد.